# Уан-Вандербильт
One Vanderbilt — офисный небоскрёб в Мидтауне, Нью-Йорк, США. Находится по соседству с Центральным вокзалом. Проект создан компанией SL Green Realty, участие в создании принимал Билл Де Блазио, мэр Нью-Йорка с 2014 года. Небоскреб открылся в сентябре 2020 года.
После окончания строительства здание стало четвёртым по высоте в городе, выше него башня Центрального Парка и башня 111 West 57th Street.

## История создания и строительства

### Идея и проект
В 2000-е годы SL Green Reality решила построить в Мидтауне новый небоскрёб для офисных помещений. Чуть позже за ней последовали другие компании и организации, в результате чего потребность офисных помещений в Манхэттене возросла на 10% за 16 лет (с 2000 по 2016). Решено было выбрать место рядом с Центральным вокзалом, где тогда находилось несколько малоэтажных зданий, одно из них 18-этажное Vanderbilt Avenue Building.
Проект сверхвысокого небоскрёба был готов в мае 2014 года, а в сентябре появилась информация о некоторых характеристиках башни. В декабре было объявлено о дате открытия — 2020 год. Изначально здание должно было иметь 65 этажей.

### Демонтаж и строительство
В сентябре 2015 года начался демонтаж ранее стоявших на месте строительства зданий. Строительство небоскрёба стартовало 18 октября 2016, к концу 2017 года завершилась работа над фундаментом здания. Строительство шло быстрее, чем планировалось. Уже в феврале 2018 построен 9-й этаж, а в июне уже 16-й этаж. В конце августа 2018 началось остекление здания. 17 сентября 2019 здание достигло проектной высоты. Здание открылось 14 сентября 2020 года, но из-за пандемии COVID-19 арендаторы переедут в здание не сразу.

## Арендаторы
По состоянию на июнь 2019 года здание арендовано на 59%.
| Этаж                       | Владелец                  |
| -------------------------- | ------------------------- |
| Лобби                      | TD Bank                   |
| 2                          | Eatery Restaurant         |
| 10-12                      | TD Securities             |
| 26                         | DZ Bank                   |
| 27-28                      | SL Green                  |
| 40                         | MFA Financial             |
| 35-38                      | The Carlyle Group         |
| 44-46, 67                  | McDermott Will & Emery    |
| 51                         | Sentinel Capital Partners |
| 52                         | KPS Capital Partners      |
| 4 этажа (неизвестно какие) | Greenberg Traurig         |

## Галерея строительства

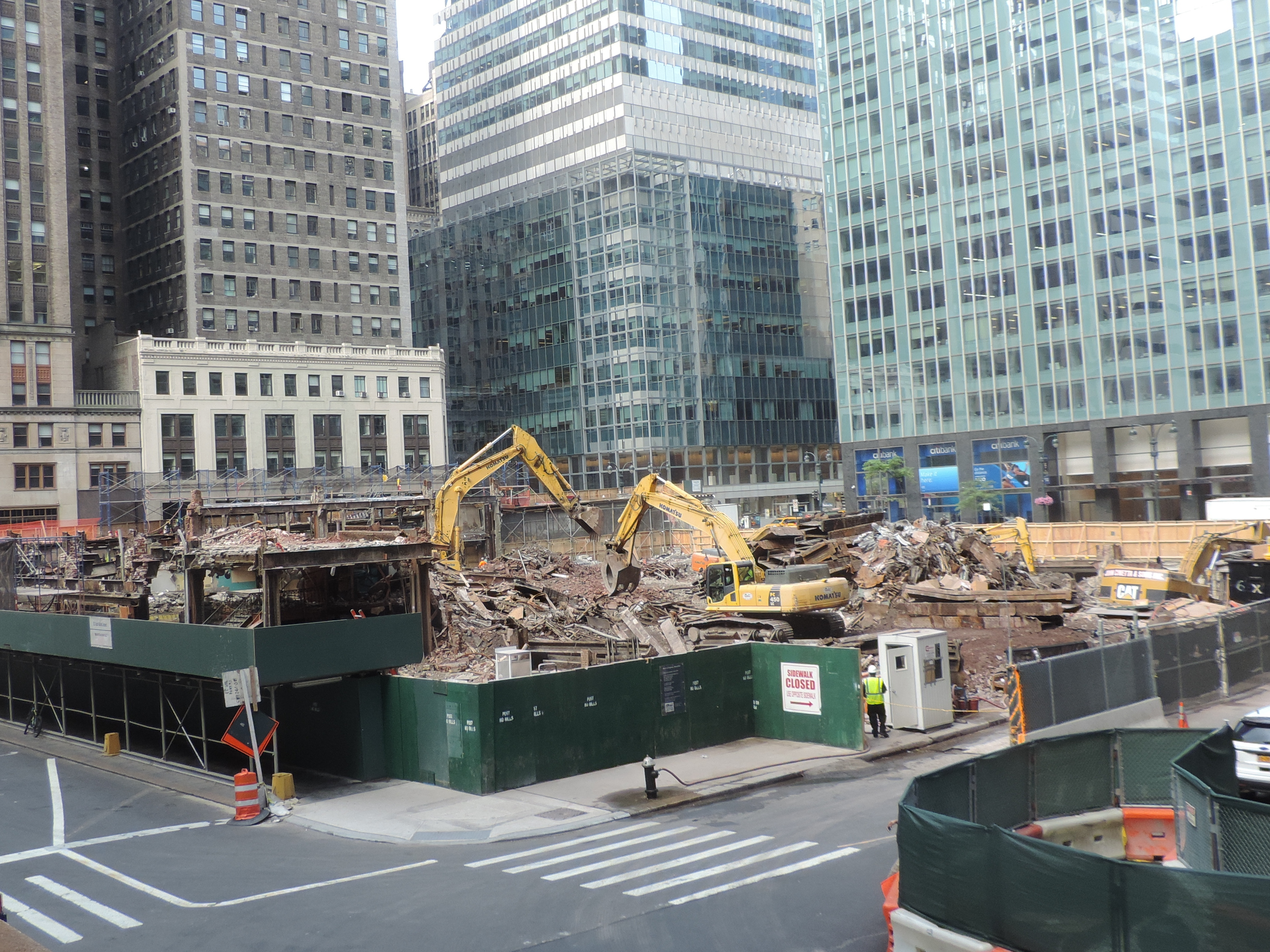
Август 2016 (демонтаж)
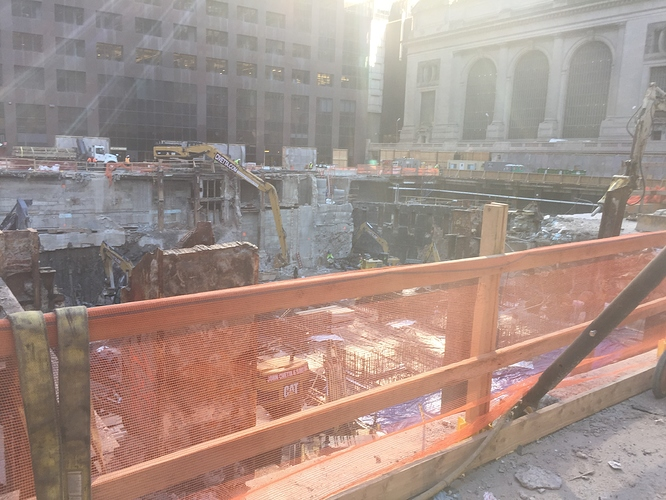
Февраль 2017
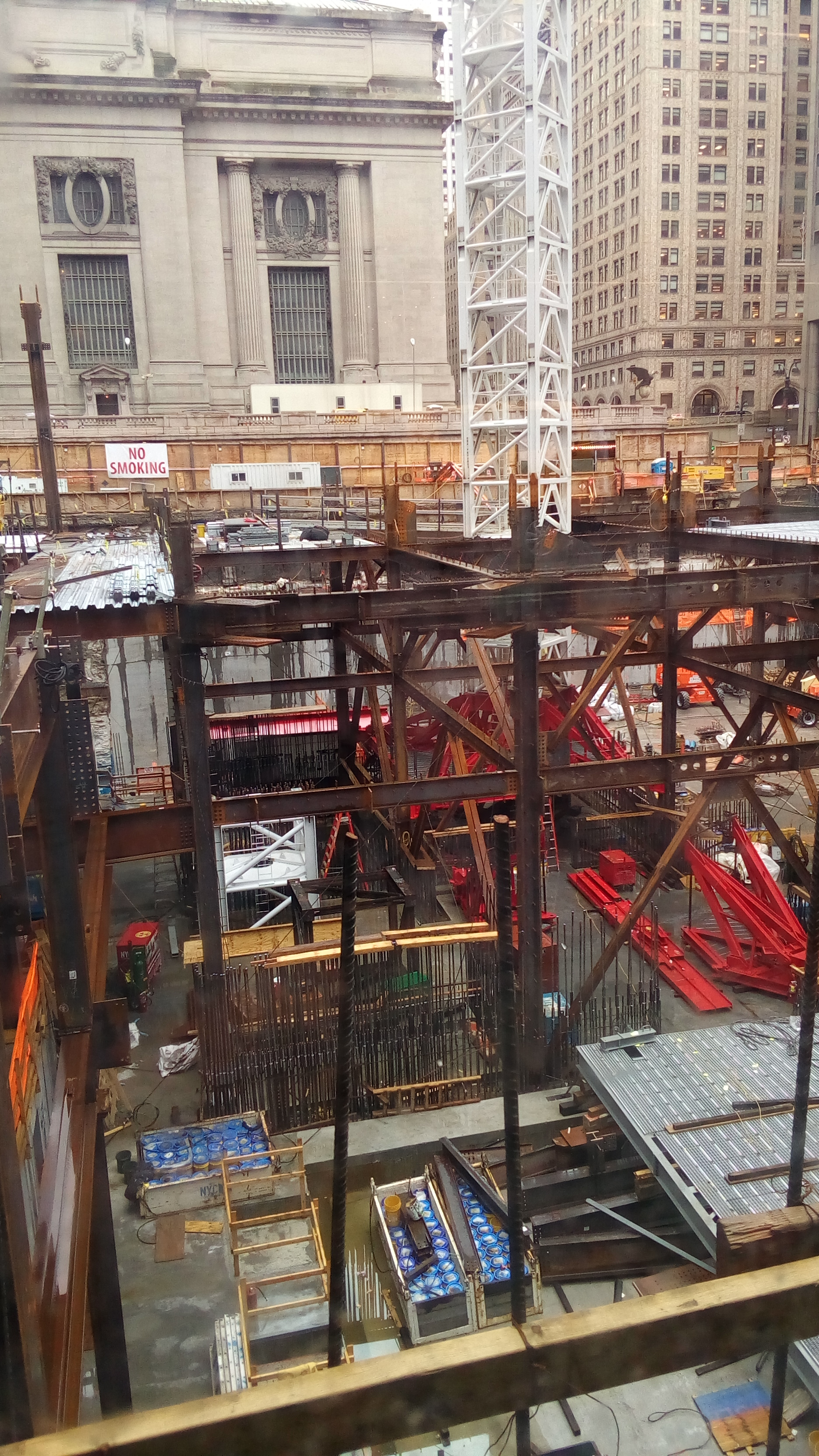
Август 2017
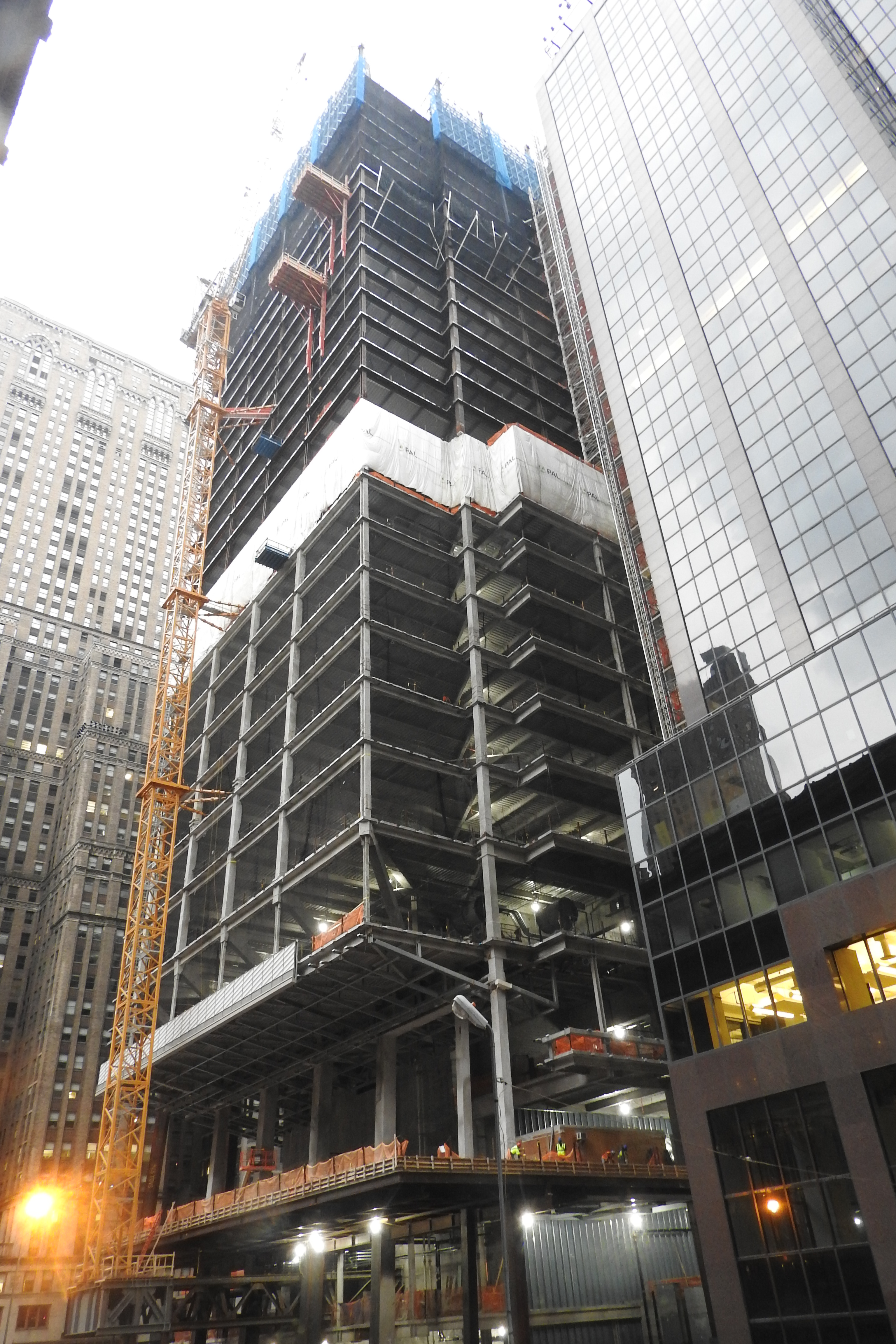
Август 2018
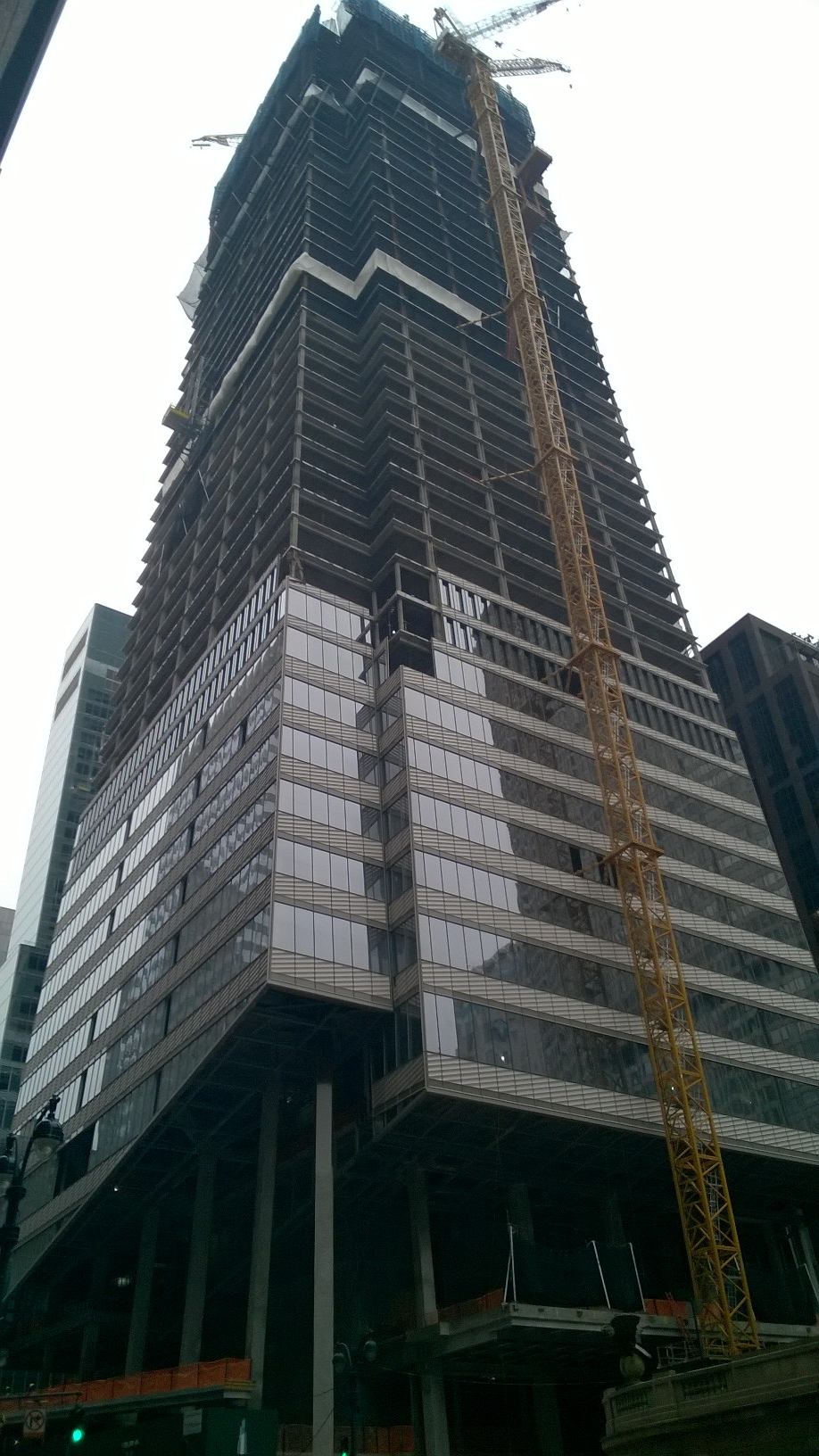
Ноябрь 2018
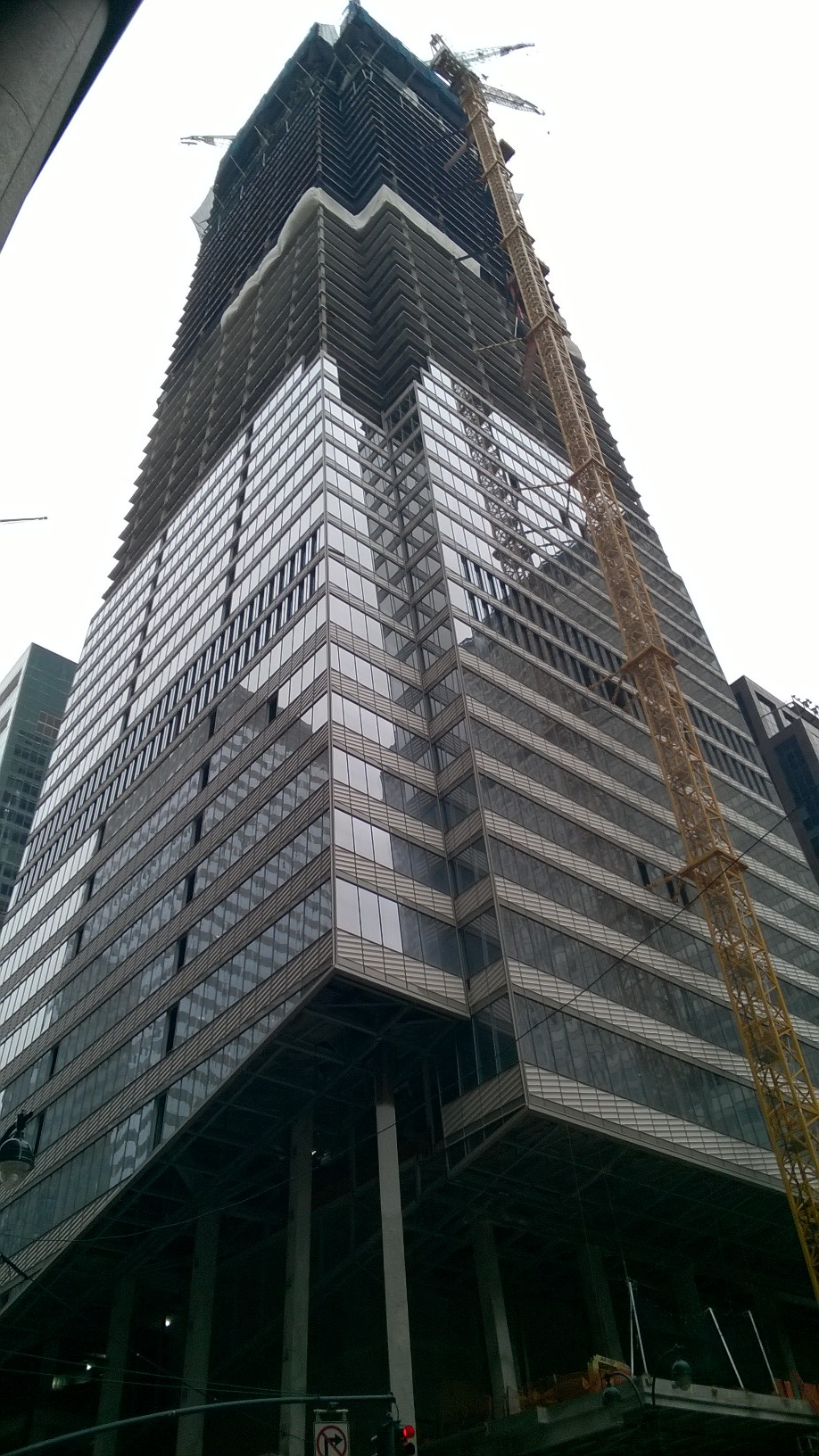
Январь 2019
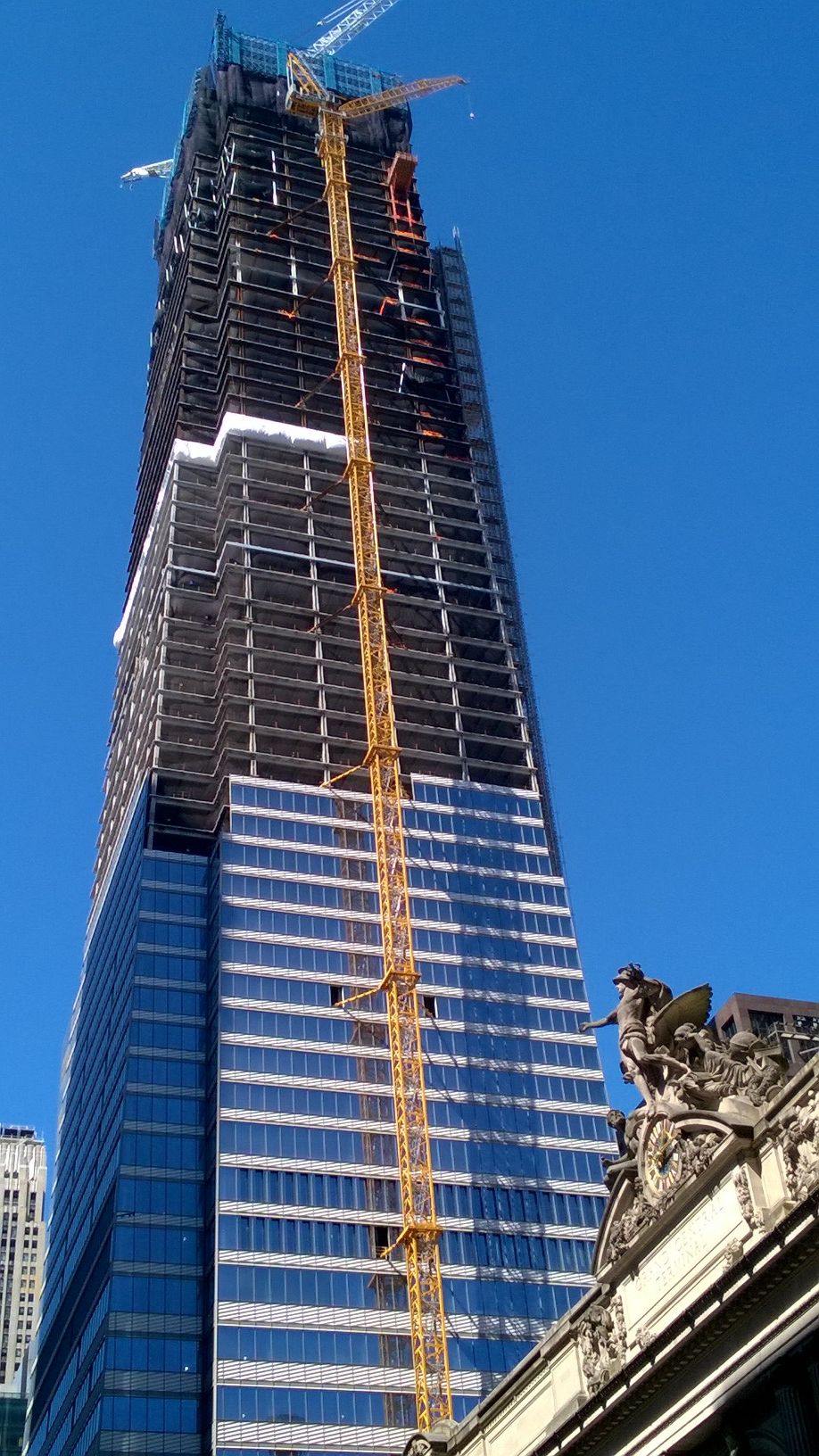
Март 2019